# Hiroki Tōchi
Hiroki Tōchi (東地 宏樹 Tōchi Hiroki?,  Tokio, Japón, 26 de mayo de 1966) es un actor, seiyū y narrador japonés, afiliado a Office Osawa. Algunos de sus roles más destacados incluyen el de Abel Nightroad en Trinity Blood, Baldroy en Kuroshitsuji, Kokopelli en Bokurano, Tesshin Kataoka en Daiya no Ace, Cross Marian en D.Gray-man, Pantherlily en Fairy Tail y Lasse Aeon en Mobile Suit Gundam 00. Tōchi también es conocido por doblar a Dean Winchester en la longeva serie Supernatural (así como también en su adaptación a anime) y en diversos videojuegos; tales como Nathan Drake en Uncharted, Chris Redfield en Resident Evil y Project × Zone, Aluze en Valkyrie Profile y Desmond Miles en Assassin's Creed.

## Filmografía
Los papeles principales están en negrita.

### Anime
1999
- Hunter X Hunter como Gin (ep.47)
- Turn A Gundam como Taruka (eps.32-34)

2002
- Naruto como Nan (eps.214-215)

2003
- Scrapped Princess como Luke Storm.

2004
- Yakitate!! Japan como Ken Matsushiro; Announcer (eps.1-3); Narrador
- Zipang como Lt. Commander Takumi Kusaka.

2005
- Ginga Densetsu Weed como Gin.
- Glass Mask como Ichiren Ozaki (ep.49)
- Tengen Toppa Gurren-Lagann como Aide (ep.1)
- Trinity Blood como Abel Nightroad.
- Tsubasa: RESERVoir CHRoNiCLE como Seishirou (eps.19-25)

2006
- .hack//Roots como Ovan.
- D.Gray-man como General Cross Marian.
- Pumpkin Scissors como Commander.

2007
- Bokurano como Kokopelli
- Emma: A Victorian Romance Second Act como Hans.
- Getsumen To Heiki Mina como Daisuke Kiryuu; Takurou Tsukuda
- Mobile Suit Gundam 00 como Lasse Aeon.
- Moribito - Guardian of the Spirit como King's Spear A (ep.21)
- Nodame Cantabile como Yukihisa Matsuda.
- Princess Resurrection como Keziah Bold.

2008
- Golgo 13 como Jake Quade.
- Hokuto no Ken Raoh Gaiden: Ten no Haoh como Toki.
- Kuroshitsuji como Bard.
- Kyō Kara Maō! 3rd Series como Beries.
- Mobile Suit Gundam 00 Second Season como Lasse Aeon.
- To Love-Ru como Carter (ep.15)
- Yatterman como Kinpei (ep.22)

2009
- Needless como Adam Arclight.

2010
- Angel Beats! como Char.
- Heroman como Hughes.
- Kuroshitsuji II como Bard.

2011
- To Aru Majutsu no Index II como Acqua of the Back / William Orwell.
- Bleach Como Kūgo Ginjō
- Chihayafuru como Suō Hisashi

2013
- Pokémon como Acromo
- Chihayafuru 2 como Suō Hisashi

2015
- Young Black Jack como Tōrō Tachiiri

2016
- 91 Days como Delphy (ep.8)
- Sangatsu no Lion como Masamune Gotō

2018
- Nanatsu no Taizai como Estarossa

2019
- Chihayafuru 3 como Suō Hisashi

2021
- Sakugan como Gagumber

2024
- Tensei Kizoku Kantei Sukiru de Nariagaru como Raven Louvent

### OVA
- .Hack//G.U. Returner como Ovan.
- Cobra the Animation: the Psychogun como Crystal Bowie.
- Hunter X Hunter: G I Final como Gin.
- Hunter X Hunter: Greed Island como Gin.
- Kyō Kara Maō! R como Beries.
- Mirage of Blaze: Rebels of the River Edge como Rairen Shimozuma.
- Mobile Suit Gundam MS IGLOO 2: Jūryoku Sensen como Michele Corematta.
- Switch como Masami Ibu.
- World Record como Dan.

### Películas
- .Hack//G.U. Trilogy como Ovan.
- Kara no Kyoukai como Akimi Daisuke.
- Psycho-Pass: la película como Teppei Sugo.

### Videojuegos
- Assassin's Creed como Desmond Miles.
- Assassin's Creed II como Desmond Miles.
- Assassin's Creed: Brotherhood como Desmond Miles.
- Assassin's Creed: Revelations como Desmond Miles.
- Assassin's Creed III como Desmond Miles.
- .hack//G.U. como Ovan.
- Star Ocean como Cius Warren.
- Star Ocean: First Departure como Cius Warren.
- Star Ocean: Second Evolution como Ernest Raviede.
- Star Ocean: The Second Story como Ernest Raviede, Michael.
- Star Ocean: Till the End of Time como Cliff Fittir.
- Star Ocean 4: The Last Hope como Arumat P. Thanatos.
- Uncharted: Drake's Fortune como Nathan Drake.
- Valkyrie Profile como Aluze.
- Valkyrie Profile 2: Silmeria como Aluze.
- Valkyrie Profile: Toga wo Seou Mono como Ushio.
- WILD ARMS the Vth Vanguard como Volsung.
- Final Fantasy XIII como Yaag Rosch.
- Mobile Suit Gundam Battlefield Record U.C. 0081 como Hugues Courand.